# دیجیتال ریسرچ
دیجیتال ریسرچ (به انگلیسی: Digital Research) یک شرکت نرم‌افزاری آمریکایی بود که در دهه ۱۹۷۰ توسط گری کیلدال تأسیس شد. این شرکت به‌طور رسمی در سال ۱۹۷۶ آغاز به کار کرد و با تولید سیستم‌عامل CP/M برای میکروکامپیوترهای مبتنی بر پردازنده‌های 8080 و Z80 به شهرت رسید.
گری کیلدال، مربی دانشکده کارشناسی ارشد نیروی دریایی در مونتری، کالیفرنیا، در سال ۱۹۷۲ همکاری خود را با شرکت اینتل آغاز کرد. او تا سال ۱۹۷۴ سیستم‌عاملی به نام CP/M (مخفف Control Program/Monitor) را توسعه داد که نخستین سیستم‌عامل دیسک برای میکروکامپیوترها به‌شمار می‌رفت. همسر کیلدال نیز مدیریت تجاری این پروژه را بر عهده گرفت و به‌زودی فعالیت‌های آن‌ها با نام Digital Research ادامه یافت.
سیستم‌عامل CP/M در زمان خود به‌عنوان استاندارد غالب در میان سیستم‌عامل‌های میکروکامپیوترها شناخته می‌شد. محصولات این شرکت شامل نسخه‌های متنوعی از CP/M مانند MP/M (منتشر شده در سال ۱۹۷۹) بود که امکان چندوظیفگی را فراهم می‌کرد. همچنین نسخه ۱۶ بیتی CP/M-86 در سال ۱۹۸۱ معرفی شد و به‌عنوان رقیب اصلی سیستم‌عامل MS-DOS شرکت مایکروسافت مطرح شد.
در سال‌های بعد، نسخه‌های پیشرفته‌تری همچون MP/M-8 و Concurrent CP/M عرضه شدند که قابلیت اجرای هم‌زمان برنامه‌ها را در محیطی با کنسول‌های مجازی فراهم می‌کردند. در سال ۱۹۸۳، شرکت Digital Research اعلام کرد که تمامی زبان‌های برنامه‌نویسی و ابزارهای توسعه خود را برای نسخه PC DOS ارائه خواهد کرد. با ثبت فروش ۴۵ میلیون دلاری در همان سال، این شرکت به‌عنوان چهارمین شرکت بزرگ نرم‌افزاری در حوزه میکروکامپیوتر شناخته می‌شد.
با افزایش رقابت در بازار، به‌ویژه در حوزه پردازنده‌های 8088، دیجیتال ریسرچ تمرکز خود را بر معماری‌های جدیدتری چون Intel 80286 و Motorola 68000 معطوف کرد. این شرکت در سال ۱۹۸۴ با شرکت AT&T برای توسعه نرم‌افزارهای مبتنی بر Unix System V همکاری‌هایی انجام داد و محصولات خود را در فروشگاه‌های خرده‌فروشی عرضه کرد. با این حال، گزارش‌هایی در اواخر همان سال حاکی از خروج کارشناسان کلیدی این شرکت بود.
از سال ۱۹۸۳، نسخه‌هایی از سیستم‌عامل با قابلیت شبیه‌سازی API سیستم MS-DOS و پشتیبانی از فایل سیستم FAT عرضه شدند. این نسخه‌ها تحت نام Concurrent DOS و سپس Concurrent PC DOS منتشر شدند. پس از معرفی رایانه IBM PC/AT مبتنی بر پردازنده 80286، دیجیتال ریسرچ سیستم‌عامل جدیدی با قابلیت زمان واقعی معرفی کرد که ابتدا Concurrent DOS 286 نام داشت و در نهایت به FlexOS تغییر نام داد. این سیستم‌عامل مدولار از مزایای آدرس‌دهی گسترده در پردازنده‌های جدید برای اجرای چندوظیفگی بهره می‌برد و دارای APIهای هم‌زمان و غیرهم‌زمان برای منابع سیستمی قابل‌تنظیم بود.
FlexOS به‌ویژه در سیستم‌های فروشگاهی (Point of Sale) کاربرد داشت و به‌عنوان یکی از تلاش‌های نوآورانه شرکت برای حفظ سهم بازار مطرح شد.

## کارمندان قابل توجه
به غیر از بنیانگذار گری کیلدال، چندین کارمند برجسته در دیجیتال ریسرچ کار می کردند که برخی از آنها بعدها کمک های مهمی به صنعت فناوری اطلاعات کردند، مانند گوردون یوبانکس، تام رولاندر، لی جی لورنزن، دان هایسکل، جان مایر و اد مک کراکن.